# 科里季謝 (沃洛達爾西克-沃林西基區)
50°32′12″N 28°37′15″E / 50.53667°N 28.62083°E
科里季謝（烏克蘭語：Коритище），是烏克蘭北部的村莊，隸屬日托米爾州的日托米爾區。該村始建於1793年，面積8.5平方公里，2001年人口114，人口密度每平方公里13.41人。